# Opsiphanes berchmansi
Opsiphanes berchmansi är en fjärilsart som beskrevs av Hans Ferdinand Emil Julius Stichel 1925. Opsiphanes berchmansi ingår i släktet Opsiphanes och familjen praktfjärilar. Inga underarter finns listade i Catalogue of Life.